# Ixodiphagus sagarensis
Ixodiphagus sagarensis är en stekelart som först beskrevs av Geevarghese 1977.  Ixodiphagus sagarensis ingår i släktet Ixodiphagus och familjen sköldlussteklar. Inga underarter finns listade i Catalogue of Life.